# 판반카이
판반카이(베트남어: Phan Văn Khải, 1933년 12월 25일 ~ 2018년 3월 17일)는 베트남의 정치인이다.
사이곤(현재의 호찌민 시) 꾸찌 현 출신이며 1959년에는 베트남 공산당에 입당했다. 1954년부터 1959년까지 북베트남에서 토지 개혁을 연구했고 1965년에는 소련 모스크바로 유학했다. 1984년에는 베트남 공산당 중앙위원회 후보 위원으로 선출되었고 1985년에는 호찌민 시 인민위원회 위원으로 선출되었다.
1989년 3월 2일에는 베트남 국가계획위원회 주임으로 임명되었으며 1991년 6월에 열린 제7차 베트남 공산당 대회에서 정치국 위원으로 선출되었다. 1991년 8월 8일부터 1997년 9월 29일까지 베트남의 부총리를 역임했고 1997년 9월 24일부터 2006년 6월 27일까지 베트남의 총리를 역임했다. 2018년 3월 17일 호찌민 시에 위치한 자택에서 사망했다.